# 세사아우룬카
세사아우룬카는 이탈리아 카세르타도의 코무네이자 도시이다. 사화산인 로카몬피나 화산의 경사지 남서쪽에 위치해있으며 카세르타에서 철도길로 40km 거리고 포르미타로부터는 동쪽으로 30km거리에 있다.

## 교통
세사 오룬카는 나폴리와 로마가 철도로 연결되어있다.